# Die Grundlagen der Einsteinschen Relativitätstheorie
Die Grundlagen der Einsteinschen Relativitätstheorie ist ein Stummfilm von 1922, mit dem einem breiten Publikum Albert Einsteins spezielle Relativitätstheorie bildlich nahegebracht werden sollten. Er wurde am 2. April 1922 auf der Frankfurter Messe uraufgeführt. Der Kurztitel Einstein-Film legte eine Mitwirkung von Einstein selbst nahe; doch beruht er auf Manuskripten und „der Mitwirkung von Otto Buek, Otto Fanta (Prag), Rudolf Lämmel (Zürich) und Georg Friedrich Nicolai“ (Berlin). Nach Klarstellung von Einstein im Berliner Tageblatt vom 2. Juni 1922 wurde der Film nur noch unter seinem sachlich zutreffenden Titel gezeigt.
Mit über 80.000 gezeichneten Einzelbildern ist er nicht nur der erste große Wissenschaftsfilm; als solcher ist er auch der Film mit den bis dahin längsten Tricksequenzen. Regisseur war Hanns Walter Kornblum, und produziert wurde er von dessen Firma Colonna Filmgesellschaft Berlin. Der Film war beim Publikum ein Erfolg; von der Kritik wurde er recht kontrovers aufgenommen und von der Einstein negativ gesinnten deutsch-nationalen Presse sogar lächerlich gemacht.
Vorgeführt wurde der etwa zweistündige Film in Deutschland mit einem begleitenden Vortrag. Währenddessen konnte er auch unterbrochen werden, so dass eine Vorführung häufig über drei Stunden dauerte.
Der Film bestand aus drei Teilen und 4 Akten: 1. Das Relativitätsprinzip (488 m); 2. Die Lichttheorie (460 m); 3. Die spezielle Relativitätstheorie (477 m und 620 m).
Die Originalfassung des Films ist verschollen. Teile des Films (ungefähr 20 Minuten) finden sich jedoch in der englischen Fassung der Fleischer Studios aus dem Jahre 1923 unter dem Titel The Einstein Theory of Relativity.